# Paraulopiden
Paraulopiden (Paraulopidae) zijn een familie van straalvinnige vissen uit de orde van Draadzeilvissen (Aulopiformes).

## Geslacht
- Paraulopus Tomoyasu Sato & Nakabo, 2002